# Госпіталь Пітьє-Сальпетрієр
Госпіталь Пітьє-Сальпетрієр (фр. Pitié-Salpêtrière Hospital) — один з найстаріших госпіталів Франції, входить до складу державних медичних установ Парижа (AP-HP). Наразі це великий Університетський центр у Парижі, що поєднує в собі так звану «Групу лікарень Пітьє-Сальпетрієр», основними завданнями якого є лікування, навчання фахівців і наукові дослідження в медицині.

## Організація роботи

### Архітектура
Архітектурний план Сальпетрієр зосереджених навколо каплиці у формі грецького хреста. Лише будівництво каплиці і північного крила було завершено. Новий комплекс Сальпетрієр створено за моделлю міста-саду і складається із кількох павільйонів. Всі павільйони з'єднані мережею підземних тунелів. Нові будинки побудовані в тому ж архітектурному стилі, що й старші будівлі.

### Розміщення пацієнтів
У розпорядженні стаціонару госпіталю кілька корпусів з 1826 місцями. Денний стаціонар розрахований на 159 місць. У стаціонарі є одно- та двомісні палати, оснащені телефоном і телевізором. У корпусах є кафе і журнальні кіоски.

### Персонал
У госпіталі працюють лікарі зі світовим ім'ям.
Неврологічним відділенням завідує професор Олів'є Ліон-Кан, він головний спеціаліст з лікування розсіяного склерозу.
У відділенні щелепно-лицьової хірургії під керівництвом професора Жака-Шарля Бертрана проводяться унікальні операції при вроджених порушеннях формування лицьових кісток черепа.
Відділення хіміотерапії очолює всесвітньо відомий фахівець у цій галузі Давид Хайят.
Авторитетом у галузі спортивної травми є професор Ів Каттон, у відділенні якого оперували знаменитого футболіста Рональдо.
Всього в госпіталі працюють близько 6 000 висококваліфікованих фахівців.

### Оснащення
Госпіталь має:
- 3 апарати МРТ
- 4 сканера для комп'ютерної томографії
- 3 гамма-камери для радіографії
- 6 апаратів ангіографії
- 10 постів для гемодіалізу
- 1 ПЕТ сканер
- 10 місць для гемодіалізу
- 3 гамма-камерами для сцинтиграфії[5].

Операційні блоки відповідають найвищим світовим стандартам, що дає можливість проводити малоінвазивні ендоскопічні операції.

## Історія

### Заснування
Госпіталь зобов'язаний своїм ім'ям арсеналу, який був створений за наказом Людовика XIII, де селітру (фр. salpêtre) змішували із порохом.
Із збільшенням кількості жебраків у місті на початку XVII століття королева Марія Медічі вирішила відкрити госпіс «Богоматір Милосердя» на місці мечеті.
У 1656 році Луї XIV доручив архітектору Лібералю Брюану будівництво лікарні для жебраків та бідноти на місці збройної майстерні. Спочатку планувалося спорудження кількох корпусів: «Пітьє» для дітей, «Бісетр» для чоловіків та, власне, «Сальпетрієр» для жінок.
У 1662 році лікарня могла приймати 10 тисяч хворих, це був найбільший госпіс світу. Спочатку основним завданням Сальпетрієр було не лікування, а утримання жінок й розумово відсталих й тривалий час використовувався іноді як в'язниця. Так продовжувалось до Революції.

### XVIII століття
У XVIII столітті госпіс став перетворюватись на місце допомоги. З 1785 по 1826 повій та засуджених жінок поступово переводили, залишивши розумово відсталих та літніх пацієнтів. У цей період у лікарні працювали Пуссен, його учень Пінель звільнив психічно хворих пацієнтів від ланцюгів. Ескіроль та їхні наступники зробили переворот у світі психіатрії.

### XIX століття
1801 року l'Hôpital général переформували у «Hospices civils», в період з 1837 по 1887 Сальпетрієр перейменували у Hospice de la Vieillesse-Femmes. Лікарня стала центром по вивченню захворювань нервової системи.
У 1862 році до керівництва прийшов Жан-Мартен Шарко. Він перетворив паризький госпіталь Сальпетрієр на центр медичної науки всесвітнього значення. Шарко — засновник французької класичної школи неврології та наукової психопатології.
Педагогічним нововведенням з'явилися клінічні розбори пацієнтів в урочистій театралізованій обстановці. Широку популярність мали лекції Шарко про істерію і гіпноз. Шарко продовжив впровадження фотографії в наукову практику. Дуже суттєвий внесок у створення наукових праць і фотохроніка вніс піонер медичної фотографії рентгенографії Альбер Лонд. Він співпрацював з фотографічною лабораторією Сальпетрієр, а в 1884 став її керівником. Фактично він брав участь у всіх медичних проєктах, пов'язаних із застосуванням фотографії.
У 1882—1895 роках патолог Ріше очолив лабораторію клінічних хвороб нервової системи. На основі роботи у клініці він написав ряд робіт з фізіології та нервових хвороб, а також видав «Художню анатомію» і потім «Художню фізіологію».
Під впливом Шарко психічні розлади та істерію стали вивчати систематично і раціонально. Його учнем був Зигмунд Фрейд
У 1882 році було створено спеціальний підрозділ — кафедра неврології, названа клінікою хвороб нервової сістеми. Це була вершина кар'єри Шарко.
На зміну йому 1 січня 1895 прийшов улюблений учень Жозеф Бабінскі. Він добре відомий лікарям за однойменною симптомів і синдромів (симптом Бабінскі, синдроми Бабінскі, Бабінскі-Нажотта, Бабінскі-Фромента тощо).

### Сальпетрієр сьогодні
У XX столітті Сальпетрієр став повноцінною лікарнею. Божевільня була закрита у 1921 році, госпіс — 1968. «Nouvelle Pitié» та клініка Сальпетрієр були об'єднані у 1964 році.
Лікарня стає автономною у 1968 році. Також було створено медичний факультет Пітьє-Сальпетріє як частину Паризького університету (П'єра і Марі Кюрі), до яких були прикріплені лікарня Groupe Hospitalier Pitie-Salpetriere та госпіс Брока Іврі. Факультет складається з двох окремих будинків на бульварі де Лопіталя 91 і 105 та будівель між ними.
З 1970-х років розрізнені групи неврологічних досліджень були інтегровані в Пітьє-Сальпетріє. Це призвело до розвитку нейробіології, нейрохімії, нейрофармакології, з нейрогенетики, з нейроімунології, функціональної нейровізуалізації, нейрофізіології інтегрованих систем.
Наразі в Сальпетрієр розглядають всі аспекти нейронаук. Науково-дослідний інститут має чотири наглядові органи:
- Паризький госпіталь (AP-HP)
- Національний центр наукових досліджень (CNRS)
- Національний інститут охорони здоров'я і медичних досліджень (INSERM)
- Університету П'єра і Марі Кюрі (UPMC).

До складу наукового комплексу входить також бібліотека Шарко.

## Науковці, що працювали у лікарні
- Жан-Баптіст Пуссен (1745—1811)
- Філіпп Пінель (1745—1826)
- Жан-Етьєн Ескіроль (1772—1840)
- Етьєн-Жан Жорже (1795—1828)
- Ернест-Шарль Лезег (1816—1883)
- Жан-Мартен Шарко (1825—1893), один з найвизначніших лікарів за історію закладу
- Альфред Вульпен (1826—1893)
- Поль Рішер (1849—1933), анатоміст, працював разом із Шарко
- Поль Сегонд (1851—1912), піонер гінекологічної хірургії
- Зигмунд Фройд (1856—1939), психіатр, проходив стажування під керівництвом Шарко протягом чотирьох місяців
- Жозеф Бабінскі (1857—1932), один з найкращих учнів Шарко, його наступник у кріслі головного лікаря Сальпетрієр
- П'єр Жане (1859—1947), психолог
- Жак Лакан (1901—1981), психоаналітик та психіатр
- Марія Монтессорі (1870—1952), автор власного освітнього напрямку
- Жиль де ля Туретт (1857—1904), невролог
- Папюс (1865—1916), містик та лікар
- Крістіан Каброль, кардіохірург, першим у Європі провів трансплантацію серця 27 квітня 1968 року
- Жорж Дюма, невропатолог
- Тьєррі де Мартель, нейрохірург

## Напрямки роботи
- Біохімія
- Біотерапія
- Щелепно-лицьова хірургія
- Онкологія
- Хіміотерапія
- Кардіологія
- Неврологія
- Нейрохорургія
- Пневмалогія
- Ревматологія
- Ортопедія
- Судинна хірургія
- Серцево-судинна хірургія
- Інші

У госпіталі розташовується Інститут міології, де вивчають спадкові захворювання м'язів та способи їх лікування.
Відділення дієтології під керівництвом професора Арно Бадевана займається питаннями профілактики, лікування ожиріння і працює в тісному контакті з Національним інститутом досліджень в області медицини.
Нейрохірурги займаються розробкою методик в області операційних втручань на хребті.